# Vestmanna kirkja
Vestmanna kirkja er en kirke på Færøerne i Vestmanna på Streymoy, hjemmehørende i Færøernes folkekirke og Norðstreymoyar vestara prestagjald.Der er plads til 500 kirkegængere.
Kirken blev indviet den 15. december 1895. Den blev opført i hvidkalket sten med skifertag. Over vestenden blev der opført en retvendt tagrytter med pyramidetag. I indgangen var en spidsbuet portal, og over døren var 2 små vinduer ind mod pulpituret. Ved ombygningen i 2005 blev kirken forlænget (kan ses i vestenden både i væg og tag, da der er indsat vinduer) og omfatter forkirken og tårn.
Kirken fik i 2005 fjernet sit gamle tøndhvælv og står nu med åben tagstol, hvorfra der hænger adskillige lamper som symboliserer stjernerne fra det oprindelige hvælv. De gamle jernstivere, der tidlige gik på tværs af kirkerummet for at støtte bygningen, blev erstattet af en kraftig jernramme som ligger øverst på murværket. Kirken stod færdig i 2005, og udover forkirken har kirken fået mødelokaler i underetagen. Altertavlen er formet som et stiliseret træ, der nærmest gror op af kirkegulvet foran et gyldent kors. Livets træ er titlen på denne udsmykning, som er skåret ud i aluminium og lakeret i afdæmpede farver. I træet flyver duer som symbol på Helligånden. Rundt om i grenene hænger små gyldne æbler, som duerne kommer efter. Det store forgyldte kors (af tømmer beklædt med messingplader, der er forgyldt med ægte guld (24-karat) bagved træet henviser til den almægtige Skaber bag alting. Selve træet er fremstillet af aluminium og sprøjtelakeret. På træstammen er der brune, grønne og blå farver, der repræsenter jord, vækst, himmel og hav. I træet og omkring det har snehvide emaljerede fugle taget ophold – menneskesjæle i dueskikkelse. Den gamle altertavle står nu på pulpituret over forkirken, hvor også det nye orgel er. Her hænger også en lysekrone og et kirkeskib. Stolestaderne havde tidligere høje gavle, men disse blev skåret ned for at give et mere åbent kirkerum. Prædikestolen og døbefonten er begge ottekantede og lavet af norsk Uppdalsskifer. Kirkeklokken er fra 1976 og støbt  hos Eijsbouts i Holland. Den har en diameter på 82,5 cm og vejer 340 kilogram. 

## Kirkens historie
Der har der været kirker i Vestmanna siden 1669, hvor kirken bliver nævnt af Thomas Tarnovus i "Ferøers beskrifvelser ". Der er senere blev opført nye kirker i 1702, 1743 og 1832. Kirken fra 1832 lå lidt længere nede mod fjorden, i den nuværende kirkegårds nordvestlige hjørne. Den blev udskibet til Skopun på Sandoy, men dele af den gik tabt. Den nuværende kirke blev opført i 1895. Bygmesteren Petur í Mattalág stod for arbejdet. Med sig havde han snedkere fra Vestmanna og andre bygder. Kirken er bygget af sten og derefter pudset. Stenene blev brudt ved Hórará og langs bredden ved Funnings-Póli. Da kirken efterhånden var  blevet for lille og trængte til renovering, blev der i 2005 opført et tårn i vestenden og et vindue med Jacobsstigen, der bryder den store hvide flade.  